# 沃坎章克申 (艾奧瓦州)
沃坎章克申（英語：Wauken Junction）是位於美國愛荷華州阿勒馬基縣的一個非建制地區。該地的面積和人口皆未知。